# Tarakanowa et Catherine II
Pour plus de détails, voir Fiche technique et Distribution.
Tarakanowa et Catherine II est un film français réalisé par Albert Capellani, sorti en 1909. 
Ce film muet en noir et blanc met en scène la princesse Tarakanova, prétendante au trône impérial russe et rivale de Catherine II.

## Fiche technique
- Titre original : Tarakanowa et Catherine II
- Réalisation : Albert Capellani
- Société de production : Pathé Frères
- Société de distribution : Pathé Frères (France)
- Pays de production :  France
- Langue : français
- Format : Noir et blanc – 1,33:1 – 35 mm – Muet
- Genre : drame historique
- Durée : 230 m
- Date de sortie : 1909
  - France : 1909
- Autre titre connu :
  - France : La princesse Tarakanowa et Catherine II

## Distribution
- Henri Desfontaines
- Berthe Bovy